# Deputowani do Zgromadzenia Narodowego Francji XII kadencji
Francuscy deputowani do Zgromadzenia Narodowego XII kadencji zostali wybrani w wyborach parlamentarnych przeprowadzonych w dwóch turach 9 i 16 czerwca 2002 w 577 okręgach jednomandatowych. Kadencja upłynęła 19 czerwca 2007.
Przewodniczącymi niższej izby parlamentu tej kadencji byli Jean-Louis Debré i następnie Patrick Ollier.

## Wykaz frakcji (na koniec kadencji)
| Skrót | Frakcja                              | Liczba deputowanych           |
| ----- | ------------------------------------ | ----------------------------- |
| UMP   | Unia na rzecz Ruchu Ludowego         | 359 (w tym 9 stowarzyszonych) |
| SOC   | Partia Socjalistyczna                | 149 (w tym 8 stowarzyszonych) |
| UDC   | Unia na rzecz Demokracji Francuskiej | 29 (w tym 3 stowarzyszonych)  |
| CR    | Francuska Partia Komunistyczna       | 21                            |
| NI    | Niezrzeszeni                         | 14                            |

## Lista posłów (na koniec kadencji)

### A
- Jean-Pierre Abelin, UDF, Vienne
- Jean-Claude Abrioux, UMP, Sekwana-Saint-Denis
- Bernard Accoyer, UMP, Górna Sabaudia
- Patricia Adam, SOC, Finistère
- Manuel Aeschlimann, UMP, Hauts-de-Seine
- Pierre Albertini, UDF (st.), Sekwana Nadmorska
- Alfred Almont, UMP, Martynika
- Pierre Amouroux[a], UMP, Yvelines
- Jean-Paul Anciaux, UMP, Saona i Loara
- Sylvie Andrieux, SOC, Delta Rodanu
- Gilles Artigues, UDF, Loara
- François Asensi, CR, Sekwana-Saint-Denis
- Jean-Marie Aubron, SOC, Mozela
- Jean Auclair, UMP, Creuse
- Bertho Audifax, UMP, Reunion
- Martine Aurillac, UMP, Paryż
- Jean-Marc Ayrault, SOC, Loara Atlantycka

### B
- Jean-Paul Bacquet, SOC, Puy-de-Dôme
- Pierre-Christophe Baguet, NI, Hauts-de-Seine
- Patrick Balkany, UMP, Hauts-de-Seine
- Édouard Balladur, UMP, Paryż
- Jean-Pierre Balligand, SOC, Aisne
- Gérard Bapt, SOC, Górna Garonna
- Jean Bardet, UMP, Val-d’Oise
- Brigitte Barèges, UMP, Tarn i Garonna
- Claude Bartolone, SOC, Sekwana-Saint-Denis
- Jacques Bascou, SOC, Aude
- Sylvia Bassot, UMP, Orne
- Christian Bataille, SOC, Nord
- Jean-Claude Bateux, SOC, Sekwana Nadmorska
- François Bayrou, UDF, Pireneje Atlantyckie
- Jean-Claude Beauchaud, SOC, Charente
- Patrick Beaudouin, UMP, Dolina Marny
- Joël Beaugendre, UMP, Gwadelupa
- Jean-Claude Beaulieu[b], UMP, Charente-Maritime
- Pierre Bédier[c], UMP, Yvelines
- Huguette Bello, NI, Reunion
- Jacques-Alain Bénisti, UMP, Dolina Marny
- Jean-Louis Bernard, UMP, Loiret
- Marc Bernier, UMP, Mayenne
- André Berthol, UMP, Mozela
- Jean-Michel Bertrand, UMP, Ain
- Véronique Besse[d], NI, Wandea
- Jean-Yves Besselat, UMP, Sekwana Nadmorska
- Éric Besson, NI, Drôme
- Gabriel Biancheri, UMP, Drôme
- Jean-Louis Bianco, SOC, Alpy Górnej Prowansji
- Gilbert Biessy, CR, Isère
- Jérôme Bignon, UMP, Somma
- Martine Billard, NI, Paryż
- Jean-Marie Binetruy, UMP, Doubs
- Claude Birraux, UMP, Górna Sabaudia
- Christian Blanc[e], UDF (st.), Yvelines
- Étienne Blanc, UMP, Ain
- Jean-Pierre Blazy, SOC, Val-d’Oise
- Émile Blessig, UMP, Dolny Ren
- Serge Blisko, SOC, Paryż
- Patrick Bloche, SOC, Paryż
- Roland Blum, UMP, Delta Rodanu
- Jacques Bobe, UMP, Charente
- Alain Bocquet, CR, Nord
- Jean-Claude Bois, SOC, Pas-de-Calais
- Yves Boisseau[f], UMP, Calvados
- Daniel Boisserie, SOC, Haute-Vienne
- Marcel Bonnot, UMP, Doubs
- Maxime Bono, SOC, Charente-Maritime
- Augustin Bonrepaux, SOC, Ariège
- Bernard Bosson, UDF, Górna Sabaudia
- Jean-Michel Boucheron, SOC, Ille-et-Vilaine
- René Bouin[g], UMP, Maine i Loara
- Roger Boullonnois[h], UMP, Sekwana i Marna
- Gilles Bourdouleix, UMP, Maine i Loara
- Bruno Bourg-Broc, UMP, Marne
- Pierre Bourguignon, SOC, Sekwana Nadmorska
- Chantal Bourragué, UMP, Żyronda
- Danielle Bousquet, SOC, Côtes-d’Armor
- Christine Boutin, UMP, Yvelines
- Loic Bouvard, UMP, Morbihan
- Michel Bouvard, UMP, Sabaudia
- Josiane Boyce[i], UMP, Morbihan
- Françoise Branget[j], UMP, Doubs
- Patrick Braouezec, CR, Sekwana-Saint-Denis
- Jean-Pierre Brard[k], CR, Sekwana-Saint-Denis
- Ghislain Bray[l], UMP, Sekwana i Marna
- Victor Brial[m], UMP, Wallis i Futuna
- Philippe Briand, UMP, Indre i Loara
- Jacques Briat, UMP, Tarn i Garonna
- Maryvonne Briot, UMP, Górna Saona
- Bernard Brochand, UMP, Alpy Nadmorskie
- François Brottes, SOC, Isère
- Chantal Brunel, UMP, Sekwana i Marna
- Jacques Brunhes, CR, Hauts-de-Seine
- Marie-George Buffet, CR, Sekwana-Saint-Denis
- Michel Buillard, UMP, Polinezja Francuska
- Yves Bur, UMP, Dolny Ren
- Patricia Burckhart-Vandevelde[n], UMP, Meurthe-et-Moselle

### C
- Christian Cabal, UMP, Loara
- Dominique Caillaud, UMP, Wandea
- François Calvet, UMP, Pireneje Wschodnie
- Jean-Christophe Cambadélis, SOC, Paryż
- Bernard Carayon, UMP, Tarn
- Thierry Carcenac, SOC, Tarn
- Pierre Cardo, UMP, Yvelines
- Christophe Caresche, SOC, Paryż
- Antoine Carré, UMP, Loiret
- Gilles Carrez, UMP, Dolina Marny
- Martine Carrillon-Couvreur, SOC, Nièvre
- Laurent Cathala, SOC, Dolina Marny
- Richard Cazenave, UMP, Isère
- Joëlle Ceccaldi-Raynaud[o], UMP, Hauts-de-Seine
- Yves Censi, UMP, Aveyron
- Jean-Yves Chamard, UMP, Vienne
- Jean-Paul Chanteguet, SOC, Indre
- Gérard Charasse, NI, Allier
- Hervé de Charette, UMP, Maine i Loara
- Jean-Paul Charié, UMP, Loiret
- Françoise Charpentier[p], UMP, Eure
- Jean Charroppin, UMP, Jura
- Jérôme Chartier, UMP, Val-d’Oise
- Michel Charzat, SOC, Paryż
- André Chassaigne, CR, Puy-de-Dôme
- Roland Chassain, UMP, Delta Rodanu
- Luc Chatel, UMP, Górna Marna
- Gérard Cherpion, UMP, Wogezy
- Jean-François Chossy, UMP, Loara
- Jean-Louis Christ, UMP, Górny Ren
- Dino Cinieri, UMP, Loara
- Alain Claeys, SOC, Vienne
- Marie-Françoise Clergeau, SOC, Loara Atlantycka
- Philippe Cochet, UMP, Rodan
- Yves Cochet, NI, Paryż
- Gilles Cocquempot, SOC, Pas-de-Calais
- Pierre Cohen, SOC, Górna Garonna
- Georges Colombier, UMP, Isère
- Geneviève Colot, UMP, Essonne
- Anne-Marie Comparini, UDF, Rodan
- François Cornut-Gentille, UMP, Górna Marna
- Alain Cortade[q], UMP, Vaucluse
- Louis Cosyns, UMP, Cher
- René Couanau, UMP, Ille-et-Vilaine
- Charles de Courson, UDF, Marne
- Édouard Courtial, UMP, Oise
- Alain Cousin, UMP, Manche
- Jean-Yves Cousin, UMP, Calvados
- Yves Coussain, UMP, Cantal
- Jean-Michel Couve, UMP, Var
- Charles Cova, UMP, Sekwana i Marna
- Paul-Henri Cugnenc, UMP, Hérault

### D
- Claude Darciaux, SOC, Côte-d’Or
- Olivier Dassault, UMP, Oise
- Michel Dasseux, SOC, Dordogne
- Marc-Philippe Daubresse[r], UMP, Nord
- Martine David, SOC, Rodan
- Bernard Debré[s], UMP (st.), Paryż
- Jean-Claude Decagny[t], UMP, Nord
- Christian Decocq, UMP, Nord
- Jean-Pierre Decool, UMP (st.), Nord
- Bernard Deflesselles, UMP, Delta Rodanu
- Jean-Pierre Defontaine, SOC (st.), Pas-de-Calais
- Lucien Degauchy, UMP, Oise
- Marcel Dehoux, SOC, Nord
- Francis Delattre, UMP, Val-d’Oise
- Michel Delebarre, SOC, Nord
- Richard Dell'Agnola, UMP, Dolina Marny
- Patrick Delnatte, UMP, Nord
- Jean Delobel, SOC, Nord
- Jean-Marie Demange, UMP, Mozela
- Stéphane Demilly, UDF, Somma
- Yves Deniaud, UMP, Orne
- Bernard Depierre, UMP, Côte-d’Or
- Léonce Deprez, UMP, Pas-de-Calais
- Bernard Derosier, SOC, Nord
- Jacques Desallangre, CR, Aisne
- Jean-Jacques Descamps, UMP, Indre i Loara
- Michel Destot, SOC, Isère
- Patrick Devedjian[u], UMP, Hauts-de-Seine
- Éric Diard, UMP, Delta Rodanu
- Robert Diat[v], UMP, Loara Atlantycka
- Jean Diébold, UMP, Górna Garonna
- Michel Diefenbacher, UMP, Lot-et-Garonne
- Jean Dionis du Séjour, UDF, Lot-et-Garonne
- Marc Dolez, SOC, Nord
- Jacques Domergue, UMP, Hérault
- Jean-Pierre Door, UMP, Loiret
- Dominique Dord, UMP, Sabaudia
- François Dosé, SOC, Moza
- René Dosière, SOC, Aisne
- Julien Dray, SOC, Essonne
- Tony Dreyfus, SOC, Paryż
- Guy Drut, UMP, Sekwana i Marna
- Jean-Michel Dubernard, UMP, Rodan
- Philippe Dubourg, UMP, Żyronda
- Gérard Dubrac, UMP, Gers
- Pierre Ducout, SOC, Żyronda
- Jean-Pierre Dufau, SOC, Landy
- William Dumas[w], SOC, Gard
- Jean-Louis Dumont, SOC, Moza
- Jean-Pierre Dupont, UMP, Corrèze
- Nicolas Dupont-Aignan, NI, Essonne
- Jean-Paul Dupré, SOC, Aude
- Yves Durand, SOC, Nord
- Odette Duriez[x], SOC, Pas-de-Calais
- Frédéric Dutoit, CR, Delta Rodanu

### E
- Philippe Edmond-Mariette[y], NI, Martynika
- Henri Emmanuelli, SOC, Landy
- Marie-Hélène des Esgaulx, UMP, Żyronda
- Claude Evin, SOC, Loara Atlantycka

### F
- Laurent Fabius, SOC, Sekwana Nadmorska
- Albert Facon, SOC, Pas-de-Calais
- Pierre-Louis Fagniez[z], UMP, Dolina Marny
- Francis Falala, UMP, Marne
- Yannick Favennec, UMP, Mayenne
- Georges Fenech, UMP, Rodan
- Philippe Feneuil[aa], UMP, Marne
- Jean-Michel Ferrand, UMP, Vaucluse
- Alain Ferry, UMP (st.), Dolny Ren
- Daniel Fidelin, UMP, Sekwana Nadmorska
- André Flajolet, UMP, Pas-de-Calais
- Jacques Floch, SOC, Loara Atlantycka
- Jean-Claude Flory, UMP, Ardèche
- Philippe Folliot, UDF (st.), Tarn
- Pierre Forgues, SOC, Pireneje Wysokie
- Jean-Michel Fourgous, UMP, Yvelines
- Michel Françaix, SOC, Oise
- Marc Francina[ab], UMP, Górna Sabaudia
- Arlette Franco, UMP, Pireneje Wschodnie
- Jacqueline Fraysse, CR, Hauts-de-Seine
- Pierre Frogier, UMP, Nowa Kaledonia
- Yves Fromion, UMP, Cher

### G
- Claude Gaillard, UMP, Meurthe-et-Moselle
- Geneviève Gaillard, SOC, Deux-Sevres
- Cécile Gallez[ac], UMP (st.), Nord
- René Galy-Dejean, UMP, Paryż
- Daniel Gard[ad], UMP, Aisne
- Jean-Paul Garraud, UMP, Żyronda
- Daniel Garrigue, UMP, Dordogne
- Claude Gatignol, UMP, Manche
- Jean Gaubert, SOC, Côtes-d’Armor
- Jean-Jacques Gaultier, UMP, Wogezy
- Catherine Génisson, SOC, Pas-de-Calais
- Guy Geoffroy, UMP, Sekwana i Marna
- André Gerin, CR, Rodan
- Alain Gest, UMP, Somma
- Jean-Marie Geveaux, UMP, Sarthe
- Paul Giacobbi, SOC (st.), Górna Korsyka
- Franck Gilard, UMP, Eure
- Bruno Gilles[ae], UMP, Delta Rodanu
- Georges Ginesta, UMP, Var
- Charles-Ange Ginesy[af], UMP, Alpy Nadmorskie
- Jean-Pierre Giran, UMP, Var
- Joël Giraud, SOC (st.), Alpy Wysokie
- Maurice Giro, UMP, Vaucluse
- Louis Giscard d’Estaing, UMP, Puy-de-Dôme
- Jean Glavany, SOC, Pireneje Wysokie
- Claude Goasguen, UMP, Paryż
- Jacques Godfrain, UMP, Aveyron
- François-Michel Gonnot, UMP, Oise
- Gaëtan Gorce, SOC, Nièvre
- Jean-Pierre Gorges, UMP, Eure-et-Loir
- Alain Gouriou, SOC, Côtes-d’Armor
- Jean-Pierre Grand, UMP, Hérault
- Claude Greff, UMP, Indre i Loara
- Maxime Gremetz, CR, Somma
- Jean Grenet, UMP, Pireneje Atlantyckie
- Gérard Grignon, UMP (st.), Saint-Pierre i Miquelon
- François Grosdidier, UMP, Mozela
- Arlette Grosskost, UMP, Górny Ren
- Serge Grouard, UMP, Loiret
- Pascale Gruny[ag], UMP (st.), Aisne
- Louis Guédon, UMP, Wandea
- Jean-Claude Guibal, UMP, Alpy Nadmorskie
- Lucien Guichon, UMP, Ain
- Élisabeth Guigou, SOC, Sekwana-Saint-Denis
- François Guillaume, UMP, Meurthe-et-Moselle
- Jean-Jacques Guillet, UMP, Hauts-de-Seine
- Christophe Guilloteau[ah], UMP, Rodan
- Paulette Guinchard, SOC, Doubs

### H
- David Habib, SOC, Pireneje Atlantyckie
- Georges Hage, CR, Nord
- Gérard Hamel, UMP, Eure-et-Loir
- Emmanuel Hamelin, UMP, Rodan
- Joël Hart, UMP, Somma
- Michel Heinrich, UMP, Wogezy
- Pierre Hellier, UMP, Sarthe
- Laurent Hénart[ai], UMP, Meurthe-et-Moselle
- Michel Herbillon, UMP, Dolina Marny
- Pierre Hériaud, UMP, Loara Atlantycka
- Patrick Herr, UMP, Sekwana Nadmorska
- Antoine Herth, UMP, Dolny Ren
- Francis Hillmeyer, UDF, Górny Ren
- Danièle Hoffman-Rispal, SOC, Paryż
- François Hollande, SOC, Corrèze
- Henri Houdouin[aj], UMP, Mayenne
- Philippe Houillon, UMP, Val-d’Oise
- Jean-Yves Hugon, UMP, Indre
- Michel Hunault, UDF, Loara Atlantycka
- François Huwart[ak], SOC (st.), Eure-et-Loir
- Sébastien Huyghe, UMP, Nord

### I
- Jean-Louis Idiart, SOC, Górna Garonna
- Françoise Imbert, SOC, Górna Garonna

### J
- Muguette Jacquaint, CR, Sekwana-Saint-Denis
- Denis Jacquat, UMP, Mozela
- Édouard Jacque, UMP, Meurthe-et-Moselle
- Éric Jalton, SOC, Gwadelupa
- Janine Jambu, CR, Hauts-de-Seine
- Serge Janquin, SOC, Pas-de-Calais
- Olivier Jardé[al], UDF, Somma
- Christian Jeanjean, UMP, Hérault
- Yves Jégo, UMP, Sekwana i Marna
- Maryse Joissains-Masini, UMP, Delta Rodanu
- Marc Joulaud[am], UMP, Sarthe
- Alain Joyandet, UMP, Górna Saona
- Dominique Juillot[an], UMP, Saona i Loara
- Didier Julia, UMP, Sekwana i Marna
- Armand Jung, SOC, Dolny Ren

### K
- Mansour Kamardine, UMP, Majotta
- Aimé Kergueris, UMP, Morbihan
- Christian Kert, UMP, Delta Rodanu
- Nathalie Kosciusko-Morizet[ao], UMP, Essonne
- Jacques Kossowski, UMP, Hauts-de-Seine
- Jean-Pierre Kucheida, SOC, Pas-de-Calais

### L
- Patrick Labaune, UMP, Drôme
- Yvan Lachaud, UDF, Gard
- Conchita Lacuey, SOC, Żyronda
- Marc Laffineur, UMP, Maine i Loara
- Jacques Lafleur, UMP, Nowa Kaledonia
- Jean-Christophe Lagarde, UDF, Sekwana-Saint-Denis
- Jérôme Lambert, SOC, Charente
- Marguerite Lamour, UMP, Finistère
- François Lamy, SOC, Essonne
- Robert Lamy, UMP, Rodan
- Jack Lang, SOC, Pas-de-Calais
- Pierre Lang, UMP, Mozela
- Pierre Lasbordes, UMP, Essonne
- Jean Lassalle, UDF, Pireneje Atlantyckie
- Jean Launay, SOC, Lot
- Thierry Lazaro, UMP, Nord
- Jean-Yves Le Bouillonnec, SOC, Dolina Marny
- Marylise Lebranchu, SOC, Finistère
- Brigitte Le Brethon, UMP, Calvados
- Gilbert Le Bris, SOC, Finistère
- Robert Lecou, UMP, Hérault
- Jean-Yves Le Déaut, SOC, Meurthe-et-Moselle
- Jean-Yves Le Drian, SOC, Morbihan
- Michel Lefait, SOC, Pas-de-Calais
- Jean-Claude Lefort, CR, Dolina Marny
- Jean-Marc Lefranc, UMP, Calvados
- Marc Le Fur, UMP, Côtes-d’Armor
- Jean Le Garrec, SOC, Nord
- Jacques Le Guen, UMP, Finistère
- Jean-Marie Le Guen, SOC, Paryż
- Michel Lejeune, UMP, Sekwana Nadmorska
- Pierre Lellouche, UMP, Paryż
- Patrick Lemasle, SOC, Górna Garonna
- Dominique Le Mèner, UMP, Sarthe
- Jean Lemière, UMP, Manche
- Jean-Claude Lemoine, UMP, Manche
- Jacques Le Nay, UMP, Morbihan
- Guy Lengagne, SOC, Pas-de-Calais
- Jean-Claude Lenoir, UMP, Orne
- Jean-Louis Léonard, UMP, Charente-Maritime
- Jean Leonetti, UMP, Alpy Nadmorskie
- Arnaud Lepercq, UMP, Vienne
- Annick Lepetit[ap], SOC, Paryż
- Pierre Lequiller, UMP, Yvelines
- Jean-Pierre Le Ridant, UMP, Loara Atlantycka
- Bruno Le Roux, SOC, Sekwana-Saint-Denis
- Jean-Claude Leroy, SOC, Pas-de-Calais
- Maurice Leroy, UDF, Loir-et-Cher
- Claude Leteurtre, UDF, Calvados
- Céleste Lett, UMP, Mozela
- Édouard Leveau, NI, Sekwana Nadmorska
- Geneviève Levy, UMP, Var
- François Liberti, CR, Hérault
- Michel Liebgott, SOC, Mozela
- Martine Lignières-Cassou, SOC, Pireneje Atlantyckie
- Fabien Limonta[aq], UMP, Drôme
- François Loncle, SOC, Eure
- Gérard Lorgeoux, UMP, Morbihan
- Gabrielle Louis-Carabin, UMP, Gwadelupa
- Lionnel Luca, UMP, Alpy Nadmorskie
- Victorin Lurel, SOC, Gwadelupa

### M
- Daniel Mach, UMP, Pireneje Wschodnie
- Alain Madelin, UMP, Ille-et-Vilaine
- Bernard Madrelle, SOC, Żyronda
- Richard Mallié, UMP, Delta Rodanu
- Noël Mamère, NI, Żyronda
- Jean-François Mancel, UMP, Oise
- Louis-Joseph Manscour, SOC, Martynika
- Thierry Mariani, UMP, Vaucluse
- Alfred Marie-Jeanne, NI, Martynika
- Muriel Marland-Militello, UMP, Alpy Nadmorskie
- Alain Marleix, UMP, Cantal
- Franck Marlin, UMP (st.), Essonne
- Alain Marsaud, UMP, Haute-Vienne
- Jean Marsaudon, UMP, Essonne
- Hugues Martin[ar], UMP, Żyronda
- Philippe Martin, SOC, Gers
- Philippe Armand Martin, UMP, Marne
- Henriette Martinez, UMP, Alpy Wysokie
- Patrice Martin-Lalande, UMP, Loir-et-Cher
- Alain Marty, UMP, Mozela
- Jacques Masdeu-Arus, UMP, Yvelines
- Christophe Masse, SOC, Delta Rodanu
- Jean-Claude Mathis, UMP, Aube
- Didier Mathus, SOC, Saona i Loara
- Bernard Mazouaud[as], UMP, Dordogne
- Pierre Méhaignerie, UMP, Ille-et-Vilaine
- Pascal Ménage[at], UMP, Indre i Loara
- Christian Ménard, UMP, Finistère
- Gérard Menuel[au], UMP, Aube
- Alain Merly, UMP, Lot-et-Garonne
- Denis Merville, UMP, Sekwana Nadmorska
- Damien Meslot, UMP, Territoire-de-Belfort
- Kléber Mesquida, SOC, Hérault
- Gilbert Meyer, UMP, Górny Ren
- Pierre Micaux, UMP, Aube
- Jean Michel, SOC, Puy-de-Dôme
- Didier Migaud, SOC, Isère
- Hélène Mignon, SOC, Górna Garonna
- Jean-Claude Mignon, UMP, Sekwana i Marna
- Marie-Anne Montchamp[av]

, UMP, Dolina Marny
- Arnaud Montebourg, SOC, Saona i Loara
- Pierre Morange, UMP, Yvelines
- Nadine Morano, UMP, Meurthe-et-Moselle
- Pierre Morel-À-L’Huissier, UMP, Lozère
- Hervé Morin, UDF, Eure
- Jean-Marie Morisset, UMP, Deux-Sevres
- Georges Mothron[aw], UMP, Val-d’Oise
- Étienne Mourrut, UMP, Gard
- Alain Moyne-Bressand, UMP, Isère
- Jacques Myard, UMP, Yvelines

### N
- Henri Nayrou, SOC, Ariège
- Alain Néri, SOC, Puy-de-Dôme
- Jean-Marc Nesme, UMP, Saona i Loara
- Jean-Pierre Nicolas, UMP, Eure
- Yves Nicolin, UMP, Loara
- Hervé Novelli, UMP, Indre i Loara
- Jean-Marc Nudant, UMP, Côte-d’Or

### O
- Marie-Renée Oget, SOC, Côtes-d’Armor
- Patrick Ollier, UMP, Hauts-de-Seine

### P
- Dominique Paillé, UMP, Deux-Sevres
- Bernadette Paix[ax], UMP, Górna Garonna
- Michel Pajon, SOC, Sekwana-Saint-Denis
- Françoise de Panafieu, UMP, Paryż
- Robert Pandraud, UMP, Sekwana-Saint-Denis
- Christian Paul, SOC, Nièvre
- Daniel Paul, CR, Sekwana Nadmorska
- Béatrice Pavy, UMP, Sarthe
- Christophe Payet, SOC, Reunion
- Valérie Pécresse, UMP, Yvelines
- Germinal Peiro, SOC, Dordogne
- Jacques Pélissard, UMP, Jura
- Philippe Pemezec, UMP, Hauts-de-Seine
- Jean-Claude Perez, SOC, Aude
- Pierre-André Périssol, UMP, Allier
- Marie-Françoise Pérol-Dumont, SOC, Haute-Vienne
- Nicolas Perruchot, UDF, Loir-et-Cher
- Bernard Perrut, UMP, Rodan
- Christian Philip, UMP, Rodan
- Étienne Pinte, UMP, Yvelines
- Michel Piron, UMP, Maine i Loara
- Serge Poignant, UMP, Loara Atlantycka
- Bérengère Poletti, UMP, Ardeny
- Axel Poniatowski, UMP, Val-d’Oise
- Josette Pons, UMP, Var
- Daniel Poulou[ay], UMP, Pireneje Atlantyckie
- Bernard Pousset[az], UMP, Indre
- Jean-Luc Préel, UDF, Wandea
- Daniel Prévost[ba], UMP, Ille-et-Vilaine
- Christophe Priou, UMP, Loara Atlantycka
- Jean Proriol, UMP, Górna Loara

### Q
- Didier Quentin, UMP, Charente-Maritime
- Jean-Jack Queyranne, SOC, Rodan
- Paul Quilès, SOC, Tarn

### R
- Michel Raison, UMP, Górna Saona
- Marcelle Ramonet, UMP, Finistère
- Éric Raoult, UMP, Sekwana-Saint-Denis
- Jean-François Régère, UMP, Żyronda
- Frédéric Reiss[bb], UMP, Dolny Ren
- Jean-Luc Reitzer, UMP, Górny Ren
- Jacques Remiller, UMP, Isère
- Simon Renucci, SOC (st.), Korsyka Południowa
- Marc Reymann, UMP, Dolny Ren
- Dominique Richard, UMP, Maine i Loara
- Juliana Rimane[bc], UMP, Gujana Francuska
- Jérôme Rivière, UMP, Alpy Nadmorskie
- Jean Roatta, UMP, Delta Rodanu
- Chantal Robin-Rodrigo, SOC (st.), Pireneje Wysokie
- Camille de Rocca Serra, UMP, Korsyka Południowa
- François Rochebloine, UDF, Loara
- Alain Rodet, SOC, Haute-Vienne
- Jean-Marie Rolland, UMP, Yonne
- Vincent Rolland[bd], UMP, Sabaudia
- Bernard Roman, SOC, Nord
- Serge Roques, UMP, Aveyron
- Philippe Rouault, UMP, Ille-et-Vilaine
- Jean-Marc Roubaud, UMP, Gard
- Michel Roumegoux, UMP, Lot
- René Rouquet, SOC, Dolina Marny
- Max Roustan, UMP, Gard
- Xavier de Roux, UMP, Charente-Maritime
- Patrick Roy, SOC, Nord
- Ségolène Royal, SOC, Deux-Sevres

### S
- Martial Saddier, UMP, Górna Sabaudia
- Michel Sainte-Marie, SOC, Żyronda
- Francis Saint-Léger, UMP, Lozère
- Rudy Salles, UDF, Alpy Nadmorskie
- Jean-Claude Sandrier, CR, Cher
- André Santini, UDF, Hauts-de-Seine
- Joël Sarlot, NI, Wandea
- Odile Saugues, SOC, Puy-de-Dôme
- François Sauvadet, UDF, Côte-d’Or
- François Scellier, UMP, Val-d’Oise
- André Schneider, UMP, Dolny Ren
- Bernard Schreiner, UMP, Dolny Ren
- Roger-Gérard Schwartzenberg, SOC (st.), Dolina Marny
- Jean-Marie Sermier, UMP, Jura
- Henri Sicre, SOC, Pireneje Wschodnie
- Yves Simon, UMP (st.), Allier
- Jean-Pierre Soisson, UMP, Yonne
- Michel Sordi, UMP, Górny Ren
- Frédéric Soulier, UMP, Corrèze
- Daniel Spagnou, UMP, Alpy Górnej Prowansji
- Dominique Strauss-Kahn, SOC, Val-d’Oise
- Alain Suguenot, UMP, Côte-d’Or

### T
- Michèle Tabarot, UMP, Alpy Nadmorskie
- Hélène Tanguy, UMP, Finistère
- Christiane Taubira, SOC (st.), Gujana Francuska
- Jean-Charles Taugourdeau, UMP, Maine i Loara
- Guy Teissier, UMP, Delta Rodanu
- Pascal Terrasse, SOC, Ardèche
- Michel Terrot, UMP, Rodan
- Irène Tharin, UMP, Doubs
- Jean-Claude Thomas, UMP, Marne
- Rodolphe Thomas, UDF, Calvados
- Dominique Tian[be], UMP, Delta Rodanu
- Jean Tiberi, UMP, Paryż
- Philippe Tourtelier, SOC, Ille-et-Vilaine
- Alfred Trassy-Paillogues, UMP, Sekwana Nadmorska
- Georges Tron, UMP, Essonne

### U
- Jean Ueberschlag, UMP, Górny Ren

### V
- Léon Vachet, UMP, Delta Rodanu
- Liliane Vaginay[bf], UMP, Loara
- Daniel Vaillant, SOC, Paryż
- André Vallini, SOC, Isère
- Manuel Valls, SOC, Essonne
- Christian Vanneste, UMP, Nord
- François Vannson, UMP, Wogezy
- Michel Vaxès, CR, Delta Rodanu
- Alain Venot, UMP, Eure-et-Loir
- Francis Vercamer, UDF, Nord
- Michel Vergnier, SOC, Creuse
- Béatrice Vernaudon, UMP, Polinezja Francuska
- Jean-Sébastien Vialatte, UMP, Var
- René-Paul Victoria, UMP, Reunion
- Alain Vidalies, SOC, Landy
- Gérard Vignoble, UDF, Nord
- François-Xavier Villain, UMP (st.), Nord
- Jean-Claude Viollet, SOC, Charente
- Philippe Vitel, UMP, Var
- Gérard Voisin, UMP, Saona i Loara
- Michel Voisin, UMP, Ain
- Philippe Vuilque, SOC, Ardeny

### W
- Jean-Luc Warsmann, UMP, Ardeny
- Laurent Wauquiez[bg], UMP, Górna Loara
- Gérard Weber, UMP, Ardèche
- Éric Woerth[bh], UMP, Oise

### Z
- Lilian Zanchi[bi], SOC, Rodan
- Marie-Jo Zimmermann, UMP, Mozela
- Émile Zuccarelli, NI, Górna Korsyka
- Michel Zumkeller, UMP, Territoire-de-Belfort

## Wakaty na koniec kadencji
- Philippe Auberger, Yonne, złożył mandat 1 marca 2007
- Jean de Gaulle, Paryż, złożył mandat 2 stycznia 2007
- Pierre Goldberg, Allier, złożył mandat 16 marca 2007
- René André, Manche, złożył mandat 3 października 2006
- André Thien Ah Koon, Reunion, złożył mandat 27 czerwca 2006